# Aloe torquata
Aloe torquata é uma espécie de liliopsida do gênero Aloe, pertencente à família Asphodelaceae.